# Eric Hebborn
Eric Hebborn (20 de marzo de 1934 en Londres - 11 de enero de 1996 en Roma) fue un pintor y falsificador británico. 

## Biografía
Hebborn creció en tristes condiciones sociales en South Kensington, pero mostró talento para pintar temprano y se le permitió exhibir en el Maldon Art Club a los 15 años. Como estudiante en la Royal Academy of Arts, ganó el Premio de Plata y recibió una beca de Roma en 1959. En Roma, se dice que el historiador del arte y espía Anthony Blunt señaló la similitud de su trabajo con el de Nicolas Poussins. Posteriormente, Hebborn trabajó para el restaurador George Aczel, donde también se le permitió hacer "mejoras". Sus primeras falsificaciones "reales" fueron dibujos en papel después de Augustus John. 
Posteriormente, Hebborn se mudó a Italia con su compañero de vida Graham David Smith y comenzó a falsificar pinturas de artistas como Corot, Castiglione, Mantegna, Van Dyck, Poussin, Ghisi, Tiepolo, Rubens, Jan Breughel y Piranesi a gran escala. Historiadores del arte como John Pope-Hennessy declararon que sus obras eran genuinas, y estas generaron grandes ganancias en las subastas. 
Sin embargo, en 1978, Konrad Oberhuber, curador de la Galería Nacional de Arte de Washington D. C., descubrió que dos obras recién adquiridas en papel de diferentes artistas usaban el mismo tipo de papel como fondo. El comerciante de arte Colnaghi se refirió a su proveedor Hebborn. Sin embargo, esto permaneció intacto y se dice que cometió alrededor de 500 falsificaciones adicionales entre 1978 y 1988. Sin embargo, en 1984, como Tom Keating, Hebborn admitió sus falsificaciones y atacó el mundo del arte, sus camarillas y expertos, como en su libro Drawn to Trouble (1991).
El 8 de enero de 1996, poco después de la publicación de la edición italiana de su manual de falsificación, Hebborn fue encontrado en Roma con heridas graves en la cabeza. Murió tres días después de los efectos de un objeto contundente. 
En 1991 se produjo un documental de la BBC: Eric Hebborn: Portrait Of A Master Forger. En él, afirma haber puesto un dibujo de Leonardo da Vinci (la caja de "St. Anna Selbdritt") en el papel que fue destruido accidentalmente.

## Obras
- Dibujado a problemas. La forja de un artista; una autobiografía . Mainstream Publ., Edimburgo 1991, ISBN 1-85158-369-6 .
- Manual del falsificador de arte. Confesiones de un maestro falsificador. La autobiografía actualizada . Overlook Press, Woodstock, NY 1997, ISBN 1-58567-626-8 .
- Alemán: el falsificador de arte . DuMont, Colonia 2003, ISBN 3-8321-7295-5 (EA Colonia 1999).